# Communauté de communes Cœur de Saintonge

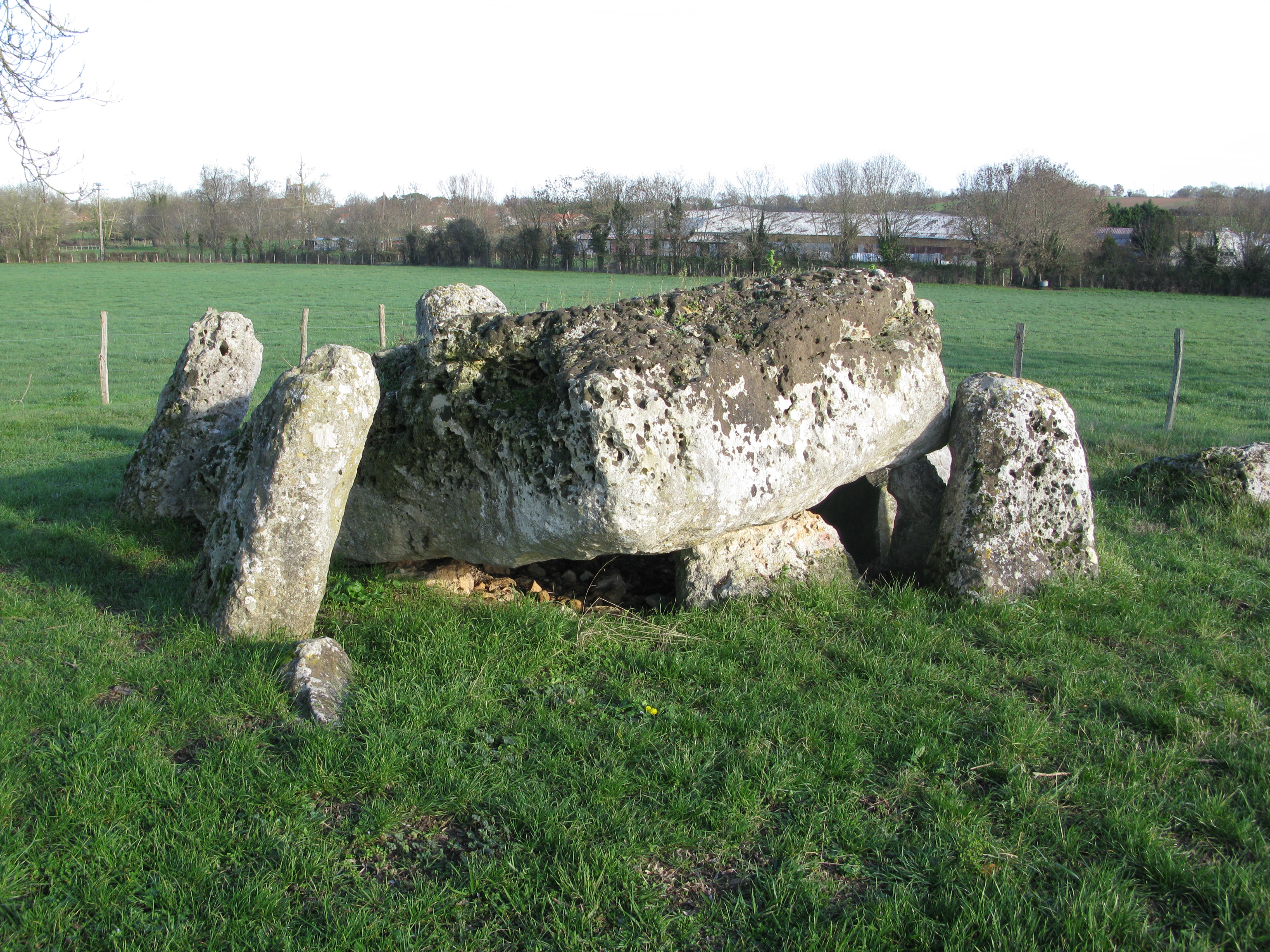
Landschaft mit Dolmen bei La Vallée

Die Communauté de communes Cœur de Saintonge ist ein französischer Gemeindeverband mit der Rechtsform einer Communauté de communes im Département Charente-Maritime in der Region Nouvelle-Aquitaine. Sie wurde am 30. Dezember 1993 gegründet und umfasst 18 Gemeinden. Der Verwaltungssitz befindet sich im Ort Saint-Porchaire.

## Historische Entwicklung
Der Gemeindeverband wurde am 30. Dezember 1993 mit ursprünglich 16 Mitgliedern gegründet. Am 1. Januar 2013 kamen die Gemeinden Balanzac und Nancras hinzu.
Der Erlass des Prefekten vom 29. August 2019 legte die Umbenennung des Gemeindeverbands von vormals Communauté de communes Charente-Arnoult-Cœur de Saintonge zum aktuellen Namen fest.

## Mitgliedsgemeinden
| Gemeinde                                 | Einwohner 1. Januar 2022 | Fläche km² | Dichte Einw./km² | Code INSEE | Postleitzahl |
| ---------------------------------------- | ------------------------ | ---------- | ---------------- | ---------- | ------------ |
| Balanzac                                 | 614                      | 12,75      | 48               | 17030      | 17600        |
| Beurlay                                  | 1.003                    | 9,71       | 103              | 17045      | 17250        |
| Crazannes                                | 442                      | 4,81       | 92               | 17134      | 17350        |
| Geay                                     | 783                      | 15,90      | 49               | 17171      | 17250        |
| La Vallée                                | 683                      | 16,37      | 42               | 17455      | 17250        |
| Les Essards                              | 733                      | 9,66       | 76               | 17154      | 17250        |
| Nancras                                  | 795                      | 3,06       | 260              | 17255      | 17600        |
| Nieul-lès-Saintes                        | 1.213                    | 20,41      | 59               | 17262      | 17810        |
| Plassay                                  | 817                      | 16,87      | 48               | 17280      | 17250        |
| Pont-l’Abbé-d’Arnoult                    | 1.793                    | 12,41      | 144              | 17284      | 17250        |
| Port-d’Envaux                            | 1.170                    | 22,55      | 52               | 17285      | 17350        |
| Romegoux                                 | 623                      | 13,25      | 47               | 17302      | 17250        |
| Saint-Porchaire                          | 1.988                    | 17,40      | 114              | 17387      | 17250        |
| Saint-Sulpice-d’Arnoult                  | 919                      | 16,12      | 57               | 17408      | 17250        |
| Sainte-Gemme                             | 1.364                    | 40,91      | 33               | 17330      | 17250        |
| Sainte-Radegonde                         | 578                      | 11,14      | 52               | 17389      | 17250        |
| Soulignonne                              | 742                      | 14,31      | 52               | 17431      | 17250        |
| Trizay                                   | 1.505                    | 14,13      | 107              | 17453      | 17250        |
| Communauté de communes Cœur de Saintonge | 17.765                   | 271,76     | 65               | –          | –            |

## Geographie

### Lage
Der Gemeindeverband liegt zwischen den Städten Saintes und Rochefort und gehört zur historischen Kulturlandschaft der Saintonge.

### Landschaft
Die von Meereshöhe bis maximal etwa 70 Meter Höhe ü. d. M. sich erstreckende Landschaft hat ein leicht welliges Profil. Die Böden sind großenteils sandig, was auf Meeres- und/oder Flussablagerungen hinweist. Die Böden werden für Ackerbau und Viehzucht genutzt und so bestimmen Felder und Wiesen das Landschaftsbild.

### Klima
Vorherrschend ist ein eher ausgeglichenes und mildes Seeklima, das vom Atlantik bestimmt wird. Die maximalen Tagestemperaturen erreichen im Sommer 30 bis 35 °C; im Winter liegen sie bei 10 bis 15 °C. Nacht- oder gar Tagesfröste sind nahezu unbekannt.

## Wirtschaft
Die Böden des Gemeindeverbands gehören zu den Bois ordinaires et communs des Weinbaugebietes Cognac. Wegen des Absatzrückganges der Cognac-Branntweine seit den 1990er Jahren wird jedoch nur noch in geringem Umfang Wein angebaut und so spielt die 'normale' Landwirtschaft die dominierende Rolle im Wirtschaftsleben der Gemeinden.

## Sehenswürdigkeiten
Nahezu jede Gemeinde des Gemeindeverbandes hat eine romanische Kirche; darüber hinaus gibt es mehrere Schlösser aus der Zeit des 15.–18. Jahrhunderts, von denen sich allerdings die meisten in Privatbesitz befinden und nicht zu besichtigen sind. Auch einige Überreste megalithischer Dolmen sind zu sehen.